# Kadanz
Kadanz was een Nederlandse popgroep uit Utrecht rond  zanger, componist en tekstschrijver Frans Bakker. De band was in wisselende samenstelling actief tussen 1982 en 1998.

## Geschiedenis

### Jaren 80
Kadanz kwam voort uit de homo-cabaretgroep Spitsroeden, met naast Bakker Herman Schulte en Kees van den Berg. Spitsroeden ontstond aan het begin van de jaren tachtig en hield homo's, vooral in het COC-circuit, een kritische spiegel voor. In de ruim twee jaar dat de groep bestond, verschoof het accent van de optredens steeds meer van conferences met liedjes naar popsongs, die minder een homo-karakter hadden. Dit resulteerde in 1982 in de groep Kadanz met Bakker als gitarist en zanger, Van den Berg als toetsenist, Eric van der Wal op drums en Martijn van Tour als bassist. Schulte was actief als tekstschrijver en percussionist.
De groep scoorde in het voorjaar van 1983 met In het donker (in eigen beheer opgenomen in Studio 150 in Amsterdam) en in de winter van 1983-1984 met Intimiteit twee radiohits in de destijds drie landelijke hitlijsten op de nationale publieke popzender Hilversum 3 (de Nederlandse Top 40, Nationale Hitparade en de TROS Top 50). Inmiddels was de bezetting veranderd: Basgitaar Steven Kip, gitaar Eddy Hilberts en drums Ben Jansen. Tussen 1985 en 1989 bestond de groep in feite niet meer, maar in een gewijzigde samenstelling en met het nieuwe album Blik op oneindig timmerde de groep vanaf 1989 opnieuw aan de weg. Naast Bakker en Schulte bestond Kadanz uit Ferry Lever op gitaar, Mies Sleegers als toetsenist en zanger, Ben Jansen op drums en Frank Papendrecht op basgitaar. De singles Dagen dat ik je vergeet en De wind haalden in Nederland in 1989 de toentertijd twee landelijke hitlijsten op toen Radio 3 (de Nederlandse Top 40 en de Nationale Hitparade Top 100). Hou me vast, van het in 1990 verschenen studioalbum Van de wereld, was in 1991 een nummer 1-hit op Curaçao. Dit leidde tot een aantal live optredens aldaar. In Nederland behaalde de plaat in het najaar van 1990 uitsluitend een bescheiden 55e positie in de toen Nationale Top 100. In de Nederlandse Top 40 werd géén notering behaald, de plaat bleef steken op een 20e positie in de Tipparade.

### Jaren 90 en 00
Bakker verhuisde in 1993 naar Curaçao, waar hij actief is als radiopresentator/nieuwslezer. Met zanger Marc Dollevoet in plaats van Bakker bracht Kadanz in 1993 de cd Sta Op uit. Het album haalde niet het succes van de voorgangers. Met producent Martin Duiser en arrangeur Hans Hollestelle bracht Bakker in 1998 onder de naam Frans Bakker's Kadanz het album Aan of Uit uit. Van deze cd kreeg vooral het nummer Wat doe ik hier enige airplay in Nederland. Schulte werkte als tekstschrijver mee aan de cd, die vooral een soloproject was van Bakker.
In 2008 waren er plannen om met artiesten als Splitsing, Circus Custers, Polle Eduard en Erik Mesie een uitgebreide Ze zijn terug!!-tournee op te zetten. Na slechts één optreden werd de concertreeks vanwege financieel mismanagement verder afgeblazen.
Martijn van Tour, bassist van het eerste uur, overleed in 2005 op 40-jarige leeftijd aan een hartaanval. Basgitarist Frank Papendrecht, actief in Kadanz tussen 1989 en 1994, overleed in 2009 op 56-jarige leeftijd eveneens aan een hartaanval.

## Discografie

### Albums
| Album met eventuele hitnotering(en) in de Nederlandse Album Top 100 | Datum van verschijnen | Datum van binnenkomst | Hoogste positie | Aantal weken | Opmerkingen   |
| ------------------------------------------------------------------- | --------------------- | --------------------- | --------------- | ------------ | ------------- |
| Donkerblauw                                                         | 1983                  | -                     |                 |              |               |
| Pericoloso                                                          | 1984                  | -                     |                 |              |               |
| Blik op oneindig                                                    | 1989                  | 07-10-1989            | 35              | 7            |               |
| Van de wereld                                                       | 1990                  | -                     |                 |              |               |
| In het donker                                                       | 1990                  | -                     |                 |              | Verzamelalbum |
| De mooiste ballads 1982-1992                                        | 1992                  | -                     |                 |              | Verzamelalbum |
| Sta op                                                              | 1993                  | -                     |                 |              |               |
| Aan of uit                                                          | 1998                  | -                     |                 |              |               |

### Singles
| Single met eventuele hitnotering(en) in de Nederlandse Top 40 | Datum van verschijnen | Datum van binnenkomst | Hoogste positie | Aantal weken | Opmerkingen                                                 |
| ------------------------------------------------------------- | --------------------- | --------------------- | --------------- | ------------ | ----------------------------------------------------------- |
| In het donker (zien ze je niet)                               | 1982                  | 12-02-1983            | 23              | 5            | Nr. 19 in de Nationale Hitparade / Nr. 21 in de TROS Top 50 |
| Wat jij me gaf                                                | 1983                  | -                     |                 |              |                                                             |
| Zo jong                                                       | 1983                  | -                     |                 |              |                                                             |
| Intimiteit                                                    | 1983                  | 07-01-1984            | 30              | 3            | Nr. 33 in de Nationale Hitparade / Nr. 30 in de TROS Top 50 |
| Failliet gaan we toch                                         | 1983                  | -                     |                 |              |                                                             |
| Gouden bergen                                                 | 1984                  | -                     |                 |              |                                                             |
| Nachttrein                                                    | 1985                  | -                     |                 |              |                                                             |
| Voor jou                                                      | 1985                  | -                     |                 |              |                                                             |
| Dagen dat ik je vergeet                                       | 1989                  | 24-06-1989            | 24              | 7            | Nr. 23 in de Nationale Hitparade Top 100                    |
| De wind                                                       | 1989                  | 07-10-1989            | 27              | 4            | Nr. 26 in de Nationale Hitparade Top 100                    |
| De stad die vrijheid heet                                     | 1989                  | 03-02-1990            | tip19           | -            | Nr. 44 in de Nationale Top 100                              |
| Alles of niets                                                | 1990                  | -                     |                 |              |                                                             |
| Hou me vast                                                   | 1990                  | 10-11-1990            | tip20           | -            | Nr. 55 in de Nationale Top 100                              |
| Vuurwerk                                                      | 1990                  | -                     |                 |              |                                                             |
| Merel                                                         | 1991                  | -                     |                 |              |                                                             |
| Niet zoals vroeger                                            | 1992                  | -                     |                 |              |                                                             |
| Knock out                                                     | 1992                  | -                     |                 |              |                                                             |
| Schip gestrand                                                | 1992                  | -                     |                 |              |                                                             |
| Door 't vuur                                                  | 1994                  | -                     |                 |              |                                                             |
| Wat doe ik hier?                                              | 1997                  | -                     |                 |              | Nr. 84 in de Mega Top 100                                   |
| Morgen kom jij terug                                          | 1997                  | -                     |                 |              | Nr. 92 in de Mega Top 100                                   |
| Alleen niet op maandag                                        | 1998                  | -                     |                 |              | Nr. 100 in de Mega Top 100                                  |
| Voorjaar (Amsterdam)                                          | 1998                  | -                     |                 |              |                                                             |

### NPO Radio 2 Top 2000
| Nummers met noteringen in de NPO Radio 2 Top 2000 | '99  | '00  | '01  | '02  | '03  | '04  | '05  |
| ------------------------------------------------- | ---- | ---- | ---- | ---- | ---- | ---- | ---- |
| Dagen dat ik je vergeet                           | -    | 1165 | -    | -    | -    | 1843 | -    |
| In het donker                                     | 1479 | 1270 | 1609 | -    | 1965 | -    | -    |
| Intimiteit                                        | -    | 1035 | 1168 | 1149 | 1380 | 1718 | 1939 |

1. ↑  Een '-' betekent dat het nummer niet was genoteerd en een vetgedrukt getal geeft de hoogste notering van een nummer aan.
2. ↑  Deze tabel is bijgewerkt tot en met de laatste editie (2024).